# Ines Gradnitzer
Ines Gradnitzer, née le 27 mars 1976 à Graz, est une joueuse de squash représentant l'Autriche.
Elle est championne d'Autriche en 2003, interrompant la longue série de 16 titres de Pamela Pancis, née également en 1976.

## Palmarès

### Titres
- Championnats d'Autriche: 2003